# سيموني كالفانو
سيموني كالفانو (بالإيطالية: Simone Calvano) (11 يوليو 1993 بميلانو في إيطاليا - ) هو لاعب كرة قدم إيطالي في مركز الوسط. شارك مع منتخب إيطاليا تحت 16 سنة لكرة القدم ومنتخب إيطاليا تحت 17 سنة لكرة القدم ومنتخب إيطاليا تحت 18 سنة لكرة القدم ومنتخب إيطاليا تحت 19 سنة لكرة القدم. أما مع النوادي، فقد لعب مع نادي بيستويسي وهيلاس فيرونا ونادي تيرامو وAC Tuttocuoio 1957 San Miniato ‏ وSan Marino Calcio ‏ وUC AlbinoLeffe ‏ ولانشانو كالتشيو 1920 ‏.

## وصلات خارجية
- سيموني كالفانو على موقع الاتحاد الأوربي (الإنجليزية)
- سيموني كالفانو على موقع قاعدة بيانات كرة القدم.إي يو (الإنجليزية)
- سيموني كالفانو على موقع بيانات كرة القدم. دي إي (الألمانية)
- سيموني كالفانو على موقع ليكيب (الفرنسية)
- سيموني كالفانو على موقع Soccerbase.com (لاعب) (الإنجليزية)
- سيموني كالفانو على موقع Soccerway.com (الإنجليزية)
- سيموني كالفانو على موقع عالم كرة القدم.نت (الإنجليزية)